# Amadou Toumani Touré
Amadou Toumani Toure (Mopti, Mali, 4. studenog 1948.), predsjednik Malija od 2002. do 2012.
Umirovljeni je general. Završio je školu za učitelja. Bio je i u vojsci. Zapovijedao je padobrancima. On je 3. i 5. predsjednik Malija.  Svrgnuo je vojni režim Mousse Traorea. Bio je predsjednik tijela koje se zvalo Prijelazni odbor za dobrobit naroda.
Kada su 1992. godine održani slobodni izbori, odrekao se vlasti, pa je prozvan "vojnikom demokracije".
Izabran je za predsjednika na predsjedničkim izborima 2002. godine. Svrgnut je u vojnom udaru 2012. godine.  8. travnja 2012. godine predao je ostavku u sklopu dogovora posredstvom Gospodarske zajednice zapadnoafričkih zemalja ECOWAS prema kojemu je vojna hunta predala vlast parlamentu u zamjenu za ukidanje sankcija. Dužnost prijelaznog predsjednika preuzeo je predsjednik parlamenta Diouncounda Traore. 